# Companhia do Mississippi

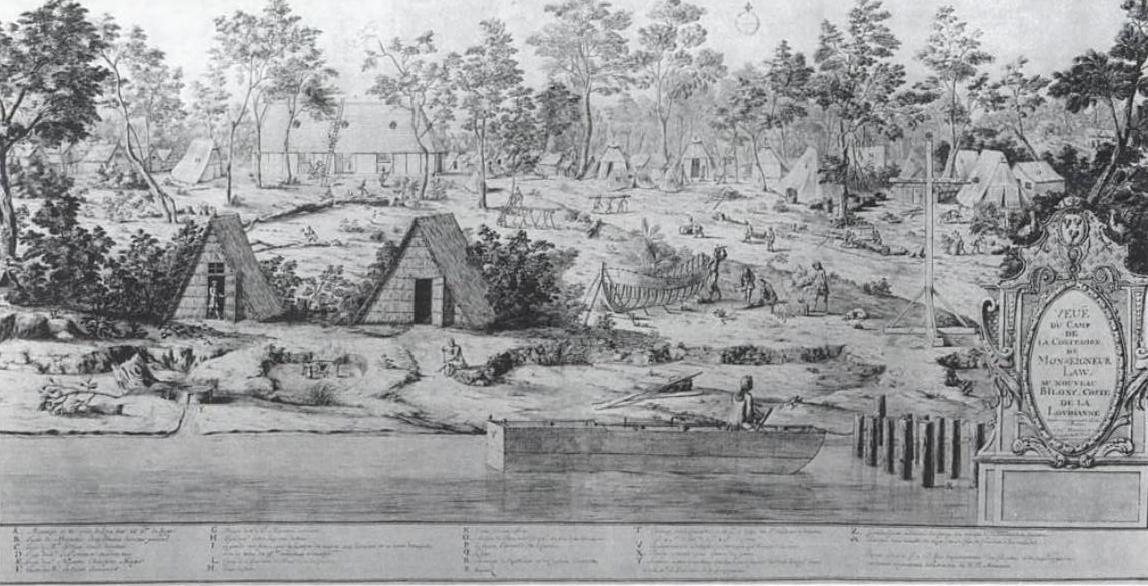
Vista do campo de John Law em Biloxi, dezembro de 1720.

A Companhia do Mississippi de 1684 tornou-se a Companhia do Oeste em 1717 e expandiu-se como a Companhia das índias a partir de 1719. Esta corporação, que possuía um monopólio econômico nas colônias francesas na América do Norte nas Índias Ocidentais, tornou-se um dos exemplos mais antigos de bolha especulativa.

## História

### OBanque Royale
Em maio de 1716, o Banque Générale Privée ("Banco Privado Geral"), que desenvolveu o uso do papel-moeda, foi criado pelo banqueiro escocês John Law. Tratava-se de um banco privado, mas três quartos de seu capital consistia de títulos e notas aceitas pelo governo. Em agosto de 1717, ele comprou a Companhia do Mississippi para ajudar a colônia francesa de Louisiana. No mesmo ano, Law criou uma companhia de comércio de capital aberto chamada de Compagnie d'Occident (A Companhia do Mississippi, ou, literalmente, "Companhia do Ocidente"). Law foi nomeado o Chefe-Diretor da nova companhia, que recebeu um monopólio comercial das Índias Ocidentais e da América do Norte do governo francês.
O banco tornou-se o Banque Royale (Banco Real) em 1718, o que significou que as notas eram garantidas pelo rei Luís XV de França. A companhia absorveu a Companhia Francesa das Índias Orientais, a Companhia da China e outros companhias de comércio rivais, tornando-se a Compagnie Perpetuelle des Indes em 23 de maio de 1719, com um monopólio do comércio de todos os mares. Simultaneamente, o banco começou a emitir mais notas do que representava sua cunhagem; Isto levou a uma inflação, que foi posteriormente seguido por uma corrida aos bancos quando o valor do novo papel-moeda foi reduzido pela metade.

### A Bolha do Mississippi

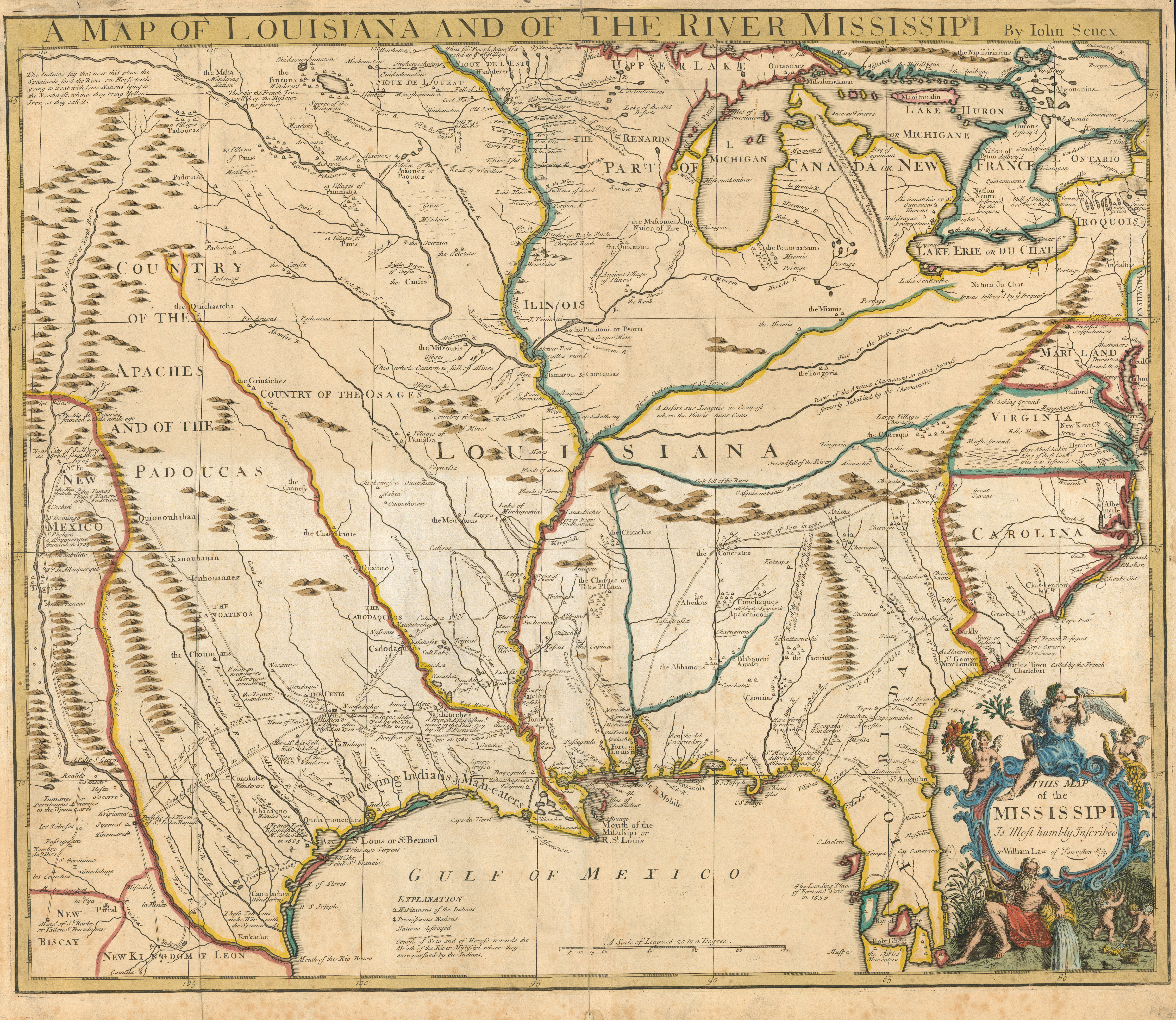
Senex, A map of Louisiana and of the River Mississipi, 1721

Law exagerou a riqueza de Louisiana com um esquema efetivo de marketing, que levou à especulação selvagem das ações da companhia em 1719. O esquema prometia sucesso para a Companhia do Mississippi ao combinar o entusiasmo dos investidores e a perspectiva de riqueza de Louisiana em uma companhia de comércio sustentável de capital aberto. A popularidade das ações da companhia era tanta que eles necessitaram emitir mais notas do banco, e quando as ações geraram lucros, seus investidores foram pagos em mais notas do banco. Em 1720, o banco e a companhia foram fundidas e Law foi indicado por Filipe II, Duque d'Orleães, o regente de Luís XV, para ser o Controlador Geral das Finanças para atrair o capital. O banco de Law, pioneiro na emissão de notas, prosperou até que o governo francês foi forçado a admitir que o volume de papel-moeda sendo emitido pelo Banque Royale excedia o valor do montante de cunhagem em metal que ele possuía.
A bolha estourou no final de 1720, quando os oponentes do financista tentaram converter suas notas em moeda em massa, forçando o banco a suspender o pagamento de suas notas. Ao final de 1720, Philippe d'Orléans despediu Law de seu cargo. Law, então, fugiu da França para Veneza, onde ele viveu de jogos de azar. Ele foi enterrado na igreja de San Moisè, em Veneza.